# Opegrapha
Опеграфа (Opegrapha) — рід лишайників родини Opegraphaceae. Назва вперше опублікована 1809 року.

## Будова
Рід об'єднує накипні лишайники з надзвичайно примітивно влаштованим слоєвищем. На поверхні кори дерев або на скелях вони мають вигляд білуватих, сіруватих або жовтуватих плям, рідше гладкої зернистої скоринки. Зазвичай слань не має диференційованої структури і складається з розкиданих безладно нитчастих водоростей з роду трентеполії, що оточені гіфами мікобіонта. Гастеротеції на слані розвиваються, як правило, у великій кількості; вони овальні або широковеретеноподібні, з вузьким або злегка розширеним диском, з помітним власним краєм, утвореним вуглисто-чорним замкнутим ексципулом. Сумки булавоподібні або видовжені, з тонкими стінками, в них утворюється по 8 спор. Спори овальні або веретеноподібні, поперечно-багатоклітинні, безбарвні, пізніше коричневі. 

## Поширення та середовище існування
Відомо до 280 видів опеграф, що ростуть в різних кліматичних зонах, як в гірських районах, так і на рівнинах. Велика кількість видів (45%) зустрічається в широколистяних лісах Голарктики. Зазвичай ці лишайники розвиваються на корі дерев, рідше на скелях і ще рідше на гнилій деревині.

## Галерея

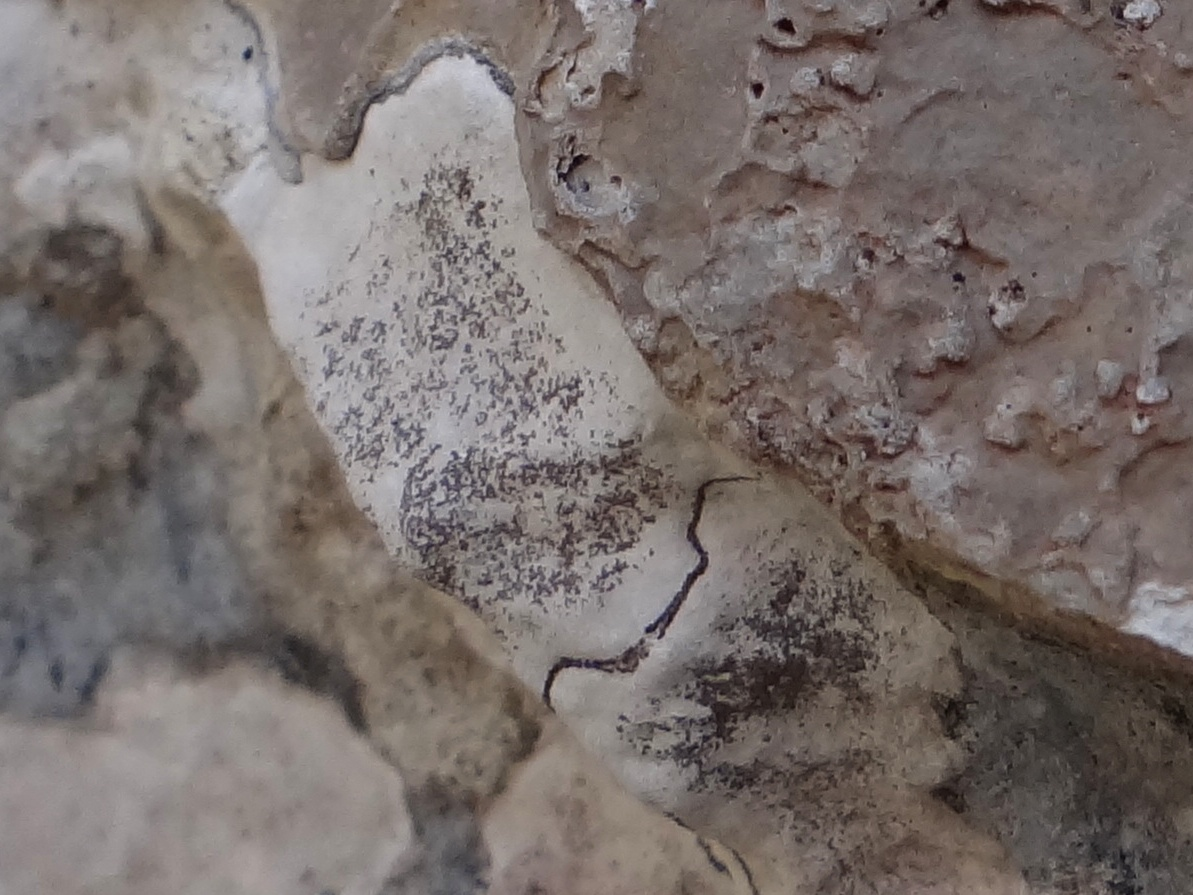
Opegrapha dolomitica
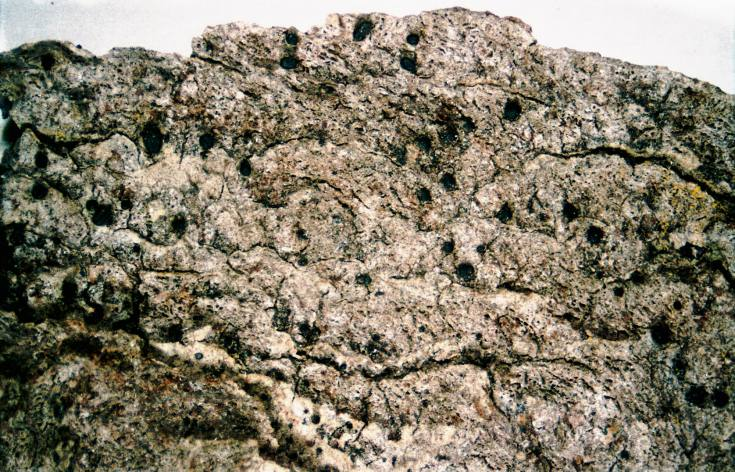
Opegrapha varia
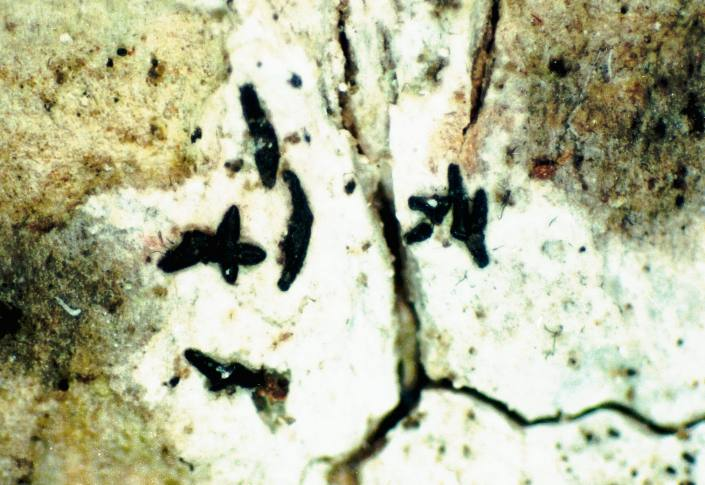
Opegrapha atra